# 李恒春
李恒春，字伯徵，湖廣承天府荆门州人。明朝政治人物、進士出身。

## 生平
隆慶元年（1567年）丁卯科舉人，萬曆十七年（1589年）己丑科進士，觀政都察院，是時士大夫以聲氣相尚，恒春家居教授，未尝謁政府。觀政時，日治官書，不事奔走，李廷机奇之，遂薦授泉州府推官，抵泉不數月，聲绩茂著，諸司復交章薦，未大用而卒。